# Generation (Glasgröße)
Generation, meist abgekürzt z. B. GEN 10, ist die Bezeichnung für Größen von erhältlichen optischen Gläsern und anderen Substraten. Die Skala ist nicht genormt und stammt aus der Branche für optische Gläser. Sie findet vor allem Verwendung in der LCD- und Display-Branche, aber auch in der Solarzellen- und OLED-Fertigung.
Die Größenangaben variieren teilweise, da es keinen Standard gibt und teilweise eine Umrechnung in inch geschieht.

Verschiedene Glasgrößen und ungefähre Markteinführung nach der nichtstandardisierten Skala GEN

|          | Länge [mm] | Breite [mm] | Jahr         | Quelle |
| -------- | ---------- | ----------- | ------------ | ------ |
| GEN 1    | 300        | 400         | 1990         | [ 1 ]  |
| GEN 2    | 370        | 470         |              |        |
| GEN 3    | 550        | 650         | 1996 .. 1998 | [ 2 ]  |
| GEN 3.5  | 600        | 720         | 1996         | [ 1 ]  |
| GEN 4    | 680        | 880         | 2000 .. 2002 | ,      |
| GEN 4.5  | 730        | 920         | 2000 .. 2004 | [ 3 ]  |
| GEN 5    | 1100       | 1250–1300   | 2002 .. 2004 | ,      |
| GEN 6    | 1500       | 1800–1850   | 2004 ..      | ,      |
| GEN 7    | 1870       | 2200        | 2006         | ,      |
| GEN 7.5  | 1950       | 2250        |              | [ 1 ]  |
| GEN 8    | 2160       | 2460        |              | [ 5 ]  |
| GEN 8.5  | 2200       | 2500        |              |        |
| GEN 10   | 2880       | 3130        | 2009         |        |
| GEN 10.5 | 2940       | 3370        |              | [ 6 ]  |